# Satèl·lit cavaller negre

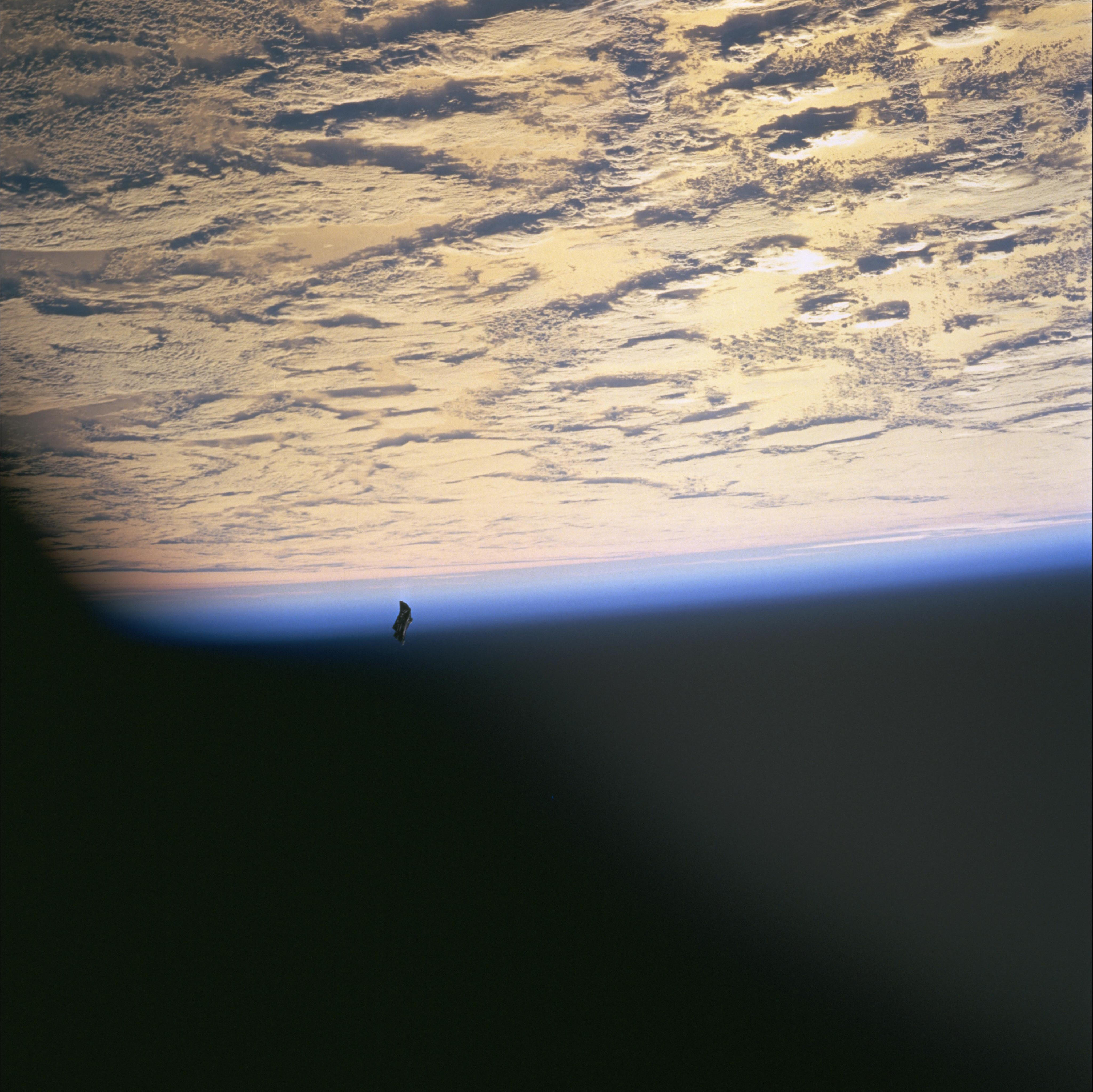
Foto del presumpte Cavaller negre durant la missió STS-88.

El satel·lit cavaller negre és un presumpte objecte que orbita la Terra prop de l'òrbita polar i que els ufòlegs creuen que té vora 13.000 anys i és d'origen extraterrestre.
De fet, brossa espacial fotografiada el 1998 durant la missió STS-88 s'ha arribat a comentar que es tractava del cavaller negre. El periodista James Oberg considera que el més probable és que siguin les fotos d'una manta tèrmica perduda durant una activitat extravehicular per Jerry L. Ross i James H. Newman.